# Клинсько-Сонячногірська наступальна операція
Клинсько-Сонячногірська наступальна операція — фронтова контрнаступальна операція радянських військ правого крила Західного фронту в ході битви за Москву у грудні 1941 року, метою якої було розгром 3-ї і 4-ї танкових груп вермахту (7 танкових, 3,5 моторизованих і 9 піхотних дивізій) у північній частині Московської області та створення сприятливих умов для подальшого наступу на захід.
Результатом успішного проведення Клинсько-Сонячногірської наступальної операції став розгром радянськими військами угруповання противника та просування на захід на 90-100 км, звільнення міста Клин, Істра, Солнечногорськ та ліквідація загрози обходу Москви з півночі.

## Зміст
До початку операції війська правого крила Західного фронту генерала армії Жукова Г. К. (30-та, 1-ша ударна, 20-та, 16-та, 5-та армії) займали рубіж на захід від Свердлова, Дмитрова, Красної Поляни, річки Нари.
Задум радянського командування передбачав завдавання по німецьких військах, що зупинились на ближчих підступах до Москви ударів по одному напрямі з північного сходу і сходу силами 30-ї, 1-ї ударної, 20-ї і 16-ї армій. 5-та армія часткою своїх правофлангових з'єднань наступала уздовж лівого берега річки Москви й повинна була забезпечити лівий фланг ударного угруповання. Для підтримки наступу з повітря виділялися до 75 % авіації фронту, а також авіація резерву ВГК. З військами Західного фронту взаємодіяли війська лівого крило Калінінського фронту генерал-полковника Конєва І. С., що наступали в тил Клинсько-Сонячногірського угруповання ворога. Німецькі формування перевершували радянські війська в артилерії в 1,2, а в танках в 1,5 рази, лише в людських ресурсах армії правого крила фронту мали перевагу в 1,6 рази.
6 грудня війська Західного фронту перейшли в наступ, який розвивався зростаючими темпами. Наступальна операція фронту розвивалася в основному за трьома операційним напрямками:
- 30-та (генерал-майор Лелюшенко Д. Д.) і 1-ша ударна армії (генерал-лейтенант Кузнецов В. І.) завдавали удару на Клин і далі на Теряеву Слободу;

- 20-та армія (генерал-лейтенант Власов А. А.) наступала в загальному напрямку на Солнечногорськ, Волоколамськ;

- 16-та армія (генерал-лейтенант Рокоссовський К. К.), розвиваючи удар на Істру і далі на північ знищувала сили противника, що протистояли.

Долаючи запеклий опір противника і відбиваючи його контрудари, вони протягом першої половини грудня просунулися до 40—60 км, звільнили Істру (11 грудня), Солнечногорськ (12 грудня), Клин (15 грудня), Високовськ (16 грудня) і потім продовжували переслідувати розгромлені сили вермахту. Кавалерійські і танкові групи і загони під командуванням генералів Доватора Л. М., Катукова М. Ю., Ремізова Ф. Т. і полковника Чанчібадзе П. Г., широко застосовуючи обхідний маневр, знищували ар'єргарди противника.
20 грудня був звільнений Волоколамськ. 21 грудня радянські війська досягли кордону річок Лама і Руза, де зустріли організований опір противника на заздалегідь підготовлених рубежах. До 25 грудня радянські війська вели бої з метою поліпшення свого становища.
У результаті Клинсько-Сонячногірської наступальної операції війська правого крила Західного фронту розгромили 3-тю і 4-ту танкові групи ворога, відкинули їхні розбиті з'єднання на 90—110 км, знищили і захопили велику кількість гармат, мінометів, танків, іншої бойової техніки, боєприпасів і різного майна, ліквідували загрозу обходу Москви з півночі.